# 新興堂香鋪爆炸案
新興堂香鋪爆炸案，又稱五股爆炸案，是2011年4月22日發生於臺灣新北市五股區的一場爆炸。自桃園萬達煙火公司載運煙火而至的貨車，停靠在新興堂香鋪旁，煙火於裝卸時爆炸，波及範圍達兩百公尺。致4死38傷，9戶房屋全毀，44戶半毀，車輛7台全毀，10台半毀。其威力之大，不僅讓中央氣象局誤判是春雷，以及大台北地區的民眾誤認為打雷，甚至使方圓十公里的台北、基隆等地的民眾都能感受得到。

## 事件經過

### 4月1日
萬達煙火製造公司廠區發生爆炸意外，釀成1死2傷。

### 4月22日
桃園縣政府消防局廢止萬達公司「爆竹煙火製造許可證書」。萬達公司協理鄭禮廷為避免煙火遭沒入銷毀，聯絡新興堂負責人陳邱隆，委請司機盧錦熹開貨車將煙火送往三芝區倉庫存放。中午12點左右，從新北市三芝區出發，下午2點多抵五股載陳邱隆，3點多到桃園縣萬達煙火公司取貨，停留3個多小時，約晚間8點回五股，沿途都用手機和萬達煙火公司協理鄭禮廷聯絡，最後停車在香鋪旁，20分鐘後發生爆炸。該事件導致4人死亡、38人受傷。

## 罹難者
- 盧錦熹：貨車司機
- 陳邱隆：新興堂金紙鋪負責人
- 陳純美：新興堂金紙鋪負責人陳邱隆的母親
- 林文宏：事故非相關人員，正巧駕車經過

## 後續影響
- 2011年4月23日晚間，臺中市政府消防局以炮竹店不得存放超過25公斤煙火為標準，加強查緝炮竹店，違者可罰新台幣6萬至30萬元。
- 勘驗爆炸現場，發現遺留「中國湖南省製」之未爆高空煙火。時任新北市市長朱立倫表示要追查來源。
- 2023年，最高法院更一審認為，桃園市政府消防局未採取行政規制手段管理放在萬達公司內的煙火，判決桃園市政府消防局應負1077萬餘元的連帶賠償責任。[1]